# Arno Schmidt
Arno Otto Schmidt (ur. 18 stycznia 1914 w Hamburgu, zm. 3 czerwca 1979 w Celle) – niemiecki pisarz oraz tłumacz literatury anglo-amerykańskiej.
Uchodził za pisarza bardzo oryginalnego pod względem formalnym. W jego twórczości dostrzec można eksperymenty językowe, grę słów i symboli oraz fabułę opartą na zasadzie labiryntu i teorii gier. Był autorem esejów, opowiadań i powieści, takich jak: Leviathan (1949), Aus dem Leben eines Fauns (1953), Das steinere Herz (1956), Zettels Traum (1970). Wyrażał w niej swój krytyczny stosunek do niemieckiej historii i współczesności. 
W Polsce mało znany. W 2006 roku lubańskie wydawnictwo Omega Jolanty Szpak przygotowało pierwszą edycję opowiadań pisarza, przetłumaczonych przez Marię Bagrij-Szopińską (Siedemnaście krótkich opowiadań). Tomik powstał przy współudziale Andrzeja Pietrzykowskiego oraz Wolfa-Dietera Kruegera. W 2011 r. Państwowy Instytut Wydawniczy wydał jego Republikę uczonych w tłumaczeniu Jacka St. Burasa.